# Svartkronad parakit
Svartkronad parakit (Pyrrhura rupicola) är en fågel i familjen västpapegojor inom ordningen papegojfåglar.

## Utseende
Svartkronad parakit är en liten (25 cm) och grön papegojfågel. Strupen är fjällig i brunt och beige, buken rostgrön och bröstet gult. På vingarna syns röda handpennetäckare och blåtonade handpennor.

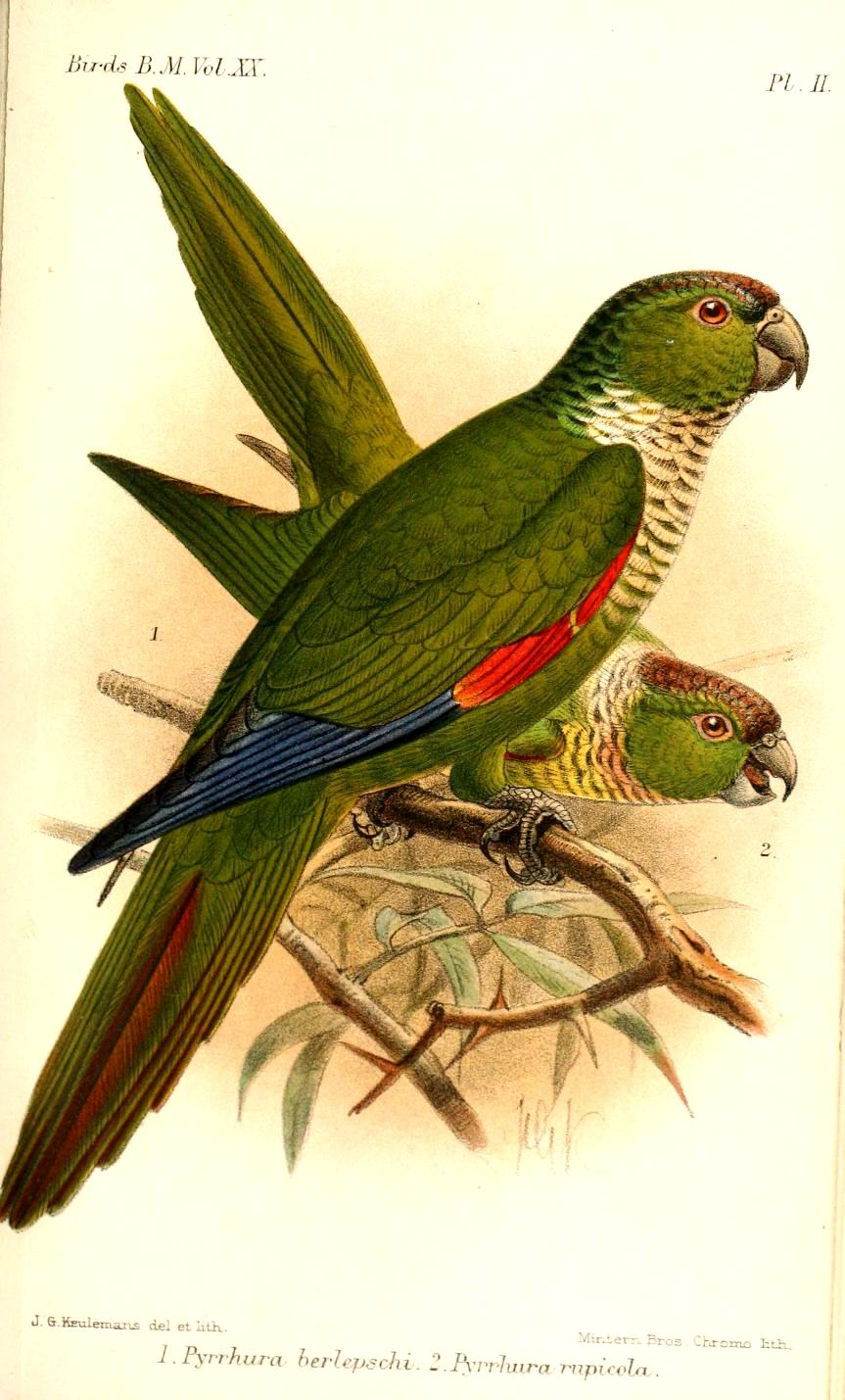

## Utbredning och systematik
Svartkronad parakit delas in i två underarter:
- Pyrrhura rupicola rupicola – förekommer i regnskog i östra och centrala Peru
- Pyrrhura rupicola sandiae – förekommer i tropiska sydöstra Peru, norra Bolivia och västligaste Amazonområdet i Brasilien

## Status
Arten har ett rätt stort utbredningsområde och beståndet anses stabilt. Internationella naturvårdsunionen IUCN listar den därför som livskraftig (LC).